# Erotematik
Als Erotematik (von griechisch ἐρωτηματικός erotematikos „nach Art einer Frage“) bezeichnet man die Methode, die Fragen, namentlich im Unterricht, so zu stellen, dass man damit die dem jeweiligen Zweck entsprechenden Antworten erzeugt.
Die erotematische Lehrform ist besonders im 18. Jahrhundert durch die so genannten Sokratiker ausgebildet worden. Da sie vorzugsweise auf religiöse Themata angewendet wurde, hieß sie auch die katechetische Methode und, da sie nach der Weise des Sokrates zur Entwicklung eigener Begriffe in den Schülern dienen sollte, die sokratische Methode.